# Sera (Hiroshima)
Sera (世羅町 Sera-chō?) es un pueblo localizado en la prefectura de Hiroshima, Japón. En junio de 2019 tenía una población estimada de 15 318 habitantes y una densidad de población de 55,1 personas por km². Su área total es de 278,14 km².

## Geografía

### Localidades circundantes
- Prefectura de Hiroshima
  - Fuchū
  - Higashihiroshima
  - Mihara
  - Miyoshi
  - Onomichi

## Demografía
Según los datos del censo japonés, esta es la población de Sera en los últimos años.
| Año del censo | Población |
| ------------- | --------- |
| 1995          | 20 735    |
| 2000          | 19.690    |
| 2005          | 18 866    |
| 2010          | 17 549    |
| 2015          | 16 337    |